# Paolo Dal Soglio
Paolo Dal Soglio (ur. 29 lipca 1970 w Schio) – włoski lekkoatleta, kulomiot.
Na Igrzyskach Olimpijskich w Atlancie w 1996 zajął czwarte miejsce, w Sydney w 2000 uplasował się na dziewiętnastej pozycji w kwalifikacjach i nie awansował do finału. Trzykrotnie kwalifikował się do finału mistrzostw świata (9. miejsce w 1995, również 9. w 1997 i 13. w 2001), czterokrotnie halowych mistrzostw świata (5. miejsce w 1993, 7. w 1995, 6. w 1999 i 5. w 2001) oraz dwukrotnie mistrzostw Europy (8. miejsce w 1994 i 5. w 1998). W Sztokholmie w 1996, oprócz tego jeszcze trzy razy startował finale tej imprezy, zajmując kolejno: dwunaste miejsce w 1992, szóste w 1994 i dziesiąte w 1998. W 1996 w Mediolanie zajął trzecie miejsce w Finale Grand Prix IAAF. Trzy razy zwyciężał w konkursie pchnięcia kulą lekkoatletycznego pucharu Europy (1994, 1996, 2000). Wywalczył dwa srebrne medale uniwersjady (Buffalo 1993 i Katania 1997). Do jego osiągnięć należą również dwa medale igrzysk śródziemnomorskich  – złoty (Langwedocja-Roussillon 1993) i srebrny (Tunis 2001). Ma w swoim dorobku również: złoty medal światowych wojskowych igrzysk sportowych (Zagrzeb 1999), srebrny medal mistrzostw świata wojskowych (Tivoli 2002), a także srebrny medal zimowego pucharu Europy w rzutach (Nicea 2001). Jedenastokrotnie zdobył tytuł mistrza Włoch na otwartym stadionie (1994, 1995, 1996, 1998, 1999, 2000, 2001, 2002, 2003, 2004, 2011) i czternastokrotnie w hali (1993, 1994, 1996, 1997, 1998, 1999, 2000, 2001, 2002, 2003, 2004, 2008, 2009, 2012). Swój rekord życiowy (21,23 m) ustanowił 11 września 1996 w Grosseto.
W młodości uprawiał również rzut dyskiem. Jego rekord życiowy w tej konkurencji, który został ustanowiony 1 stycznia 1989 wynosi 53,80 m.